# Jász Kolbásztöltő Fesztivál
A Jász Kolbásztöltő Fesztivál a Jászság egyik legnagyobb és legnépszerűbb[forrás?] gasztronómiai rendezvénye, amelyet a jászberényi sportcsarnokban rendeznek meg. Létszámban mind látogatók, mind versenyző csapatok számában az ország első három ilyen jellegű fesztiválja[forrás?] közé nőtte magát.

## Története
A Jász Kolbásztöltő Fesztivál 2017. január 14-én startolt Alattyán településről. Ez még csak egy kis szinte családias, 12 csapatos kolbásztöltés volt. A következő évben Jászíványon került megrendezésre január 13-án, ahol már teltházasnak mondható volt, mert a terület méretéhez képest túljelentkezés volt a töltő csapatok részéről. A 3. Jász Kolbásztöltő Fesztivál beköltözött Jászberénybe, a városi sportcsarnokba. A 2019-es fesztiválon már 65 csapat mérte össze tudását, és több mint 3000 látogató fordult meg a rendezvény alatt.

## A rendezvény
A fesztivál évente kerül megrendezésre, jellemzően a januári hónap egyik hétvégéjén.
A 2019-es fesztivál körülbelül 3000 embert mozgatott meg, 65 töltőcsapat jelentkezett, betöltve a városi sportcsarnokot. A 2020-as fesztiválra már 75 csapatot várnak a szervezők. 